# Grobowiec Ernsta Leonhardta
Grobowiec Ernsta Leonhardta – grobowiec na Starym Cmentarzu w Łodzi.
Pomnik utrzymany w modernistycznej stylistyce, przypomina obrysem parterowy dom z poddaszem. Proste, granitowe bryły geometryczne o dłutowanej fakturze.